# Generalny Konserwator Zabytków

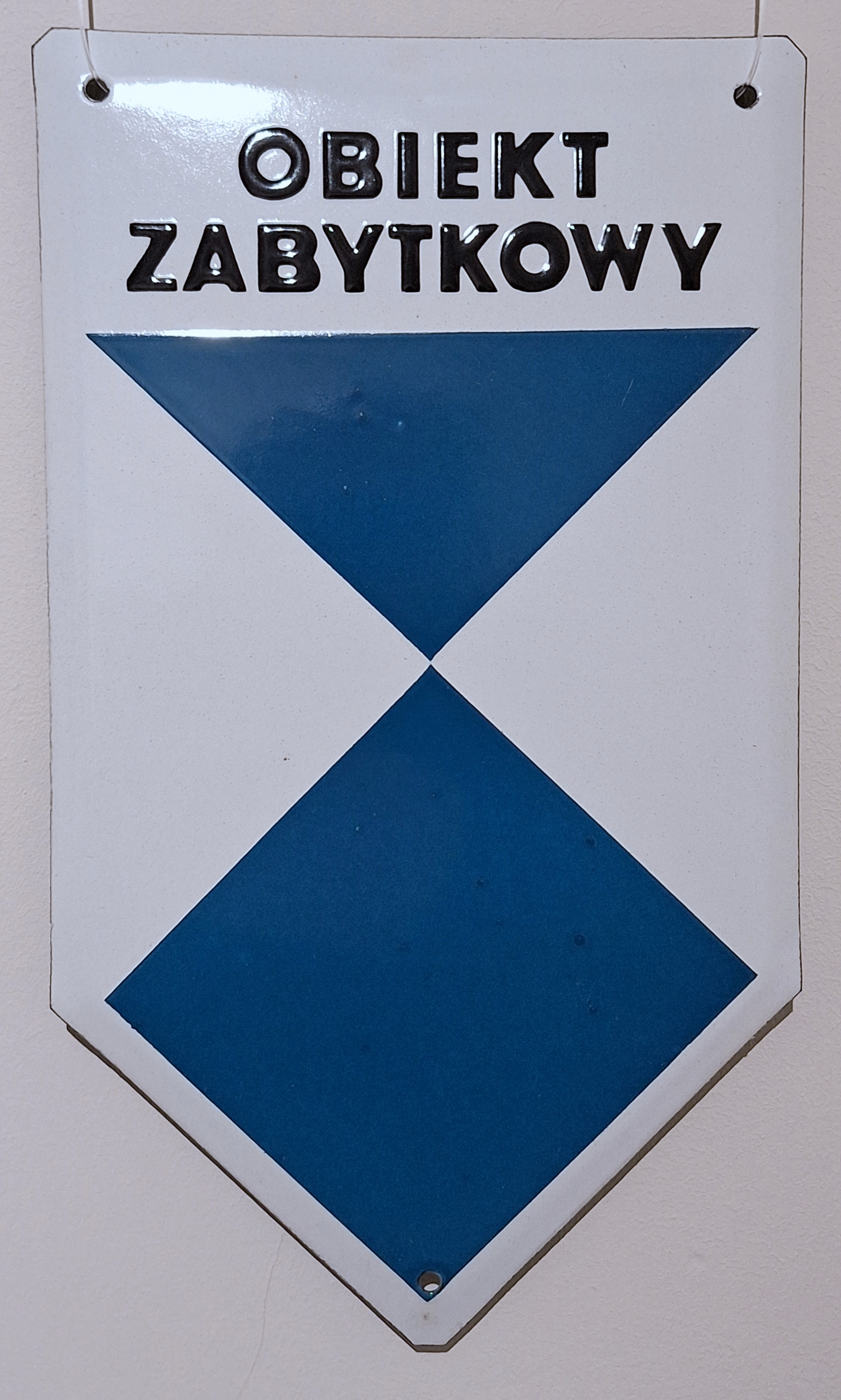
Tabliczka oznaczająca obiekt zabytkowy

Generalny Konserwator Zabytków – najwyższy organ ochrony zabytków (zwierzchnik służby konserwatorskiej) w Polsce. Działa zgodnie z ustawą o ochronie zabytków i opiece nad zabytkami w imieniu Ministra Kultury i Dziedzictwa Narodowego.
Niegdyś była to funkcja sprawowana przez ekspertów, obecnie (od czasów Aleksandry Jakubowskiej) jest to urząd polityczny, w randze wiceministra (sekretarza lub podsekretarza stanu) w ministerstwie właściwym do spraw kultury i dziedzictwa narodowego, obsadzany przez aktualnie rządzącą partię.

## Historia organu
Funkcja Generalnego Konserwatora Zabytków istniała w II RP – w latach 1930–1937 sprawował ją Jerzy Remer. Po wojnie, w latach PRL stanowisko to istniało w latach 1945–1951 oraz ponownie od 1973 r., natomiast w latach 1951–1973 ochroną zabytków zajmował się Dyrektor Zarządu Muzeów i Ochrony Zabytków (ZMiOZ) Ministerstwa Kultury i Sztuki.
W latach 1991–1999 Generalny Konserwator Zabytków kierował Państwową Służbą Ochrony Zabytków i był przełożonym wojewódzkich konserwatorów zabytków. W 1996 r. wojewódzcy konserwatorzy zabytków zostali podporządkowani poszczególnym wojewodom (stając się częścią wojewódzkiej administracji zespolonej), a Generalny Konserwator Zabytków kierował tylko Biurem Ochrony Zabytków w Warszawie. W 1999 r. nazwa „Państwowa Służba Ochrony Zabytków” zmieniona została na „Służba Ochrony Zabytków”. W latach 1999–2002 Generalny Konserwator Zabytków zyskał status ministra działając przy pomocy wydzielonego z Ministerstwa Kultury Urzędu Generalnego Konserwatora Zabytków (UGKZ), który miał rangę urzędu centralnego, a który został zlikwidowany z dniem 1 lipca 2002 r. Od tego czasu Generalny Konserwator Zabytków ponownie stał się częścią aparatu Ministerstwa Kultury i Dziedzictwa Narodowego, a jego zadania obsługuje Departament Ochrony Zabytków Ministerstwa.
W 107 przeprowadzono nowelizację ustawy o ochronie zabytków i opiece nad zabytkami z 2003 r., która doprowadziła do wzmocnienia pozycji Generalnego Konserwatora Zabytków i odzyskania kontroli nad wojewódzkimi konserwatorami. W wyniku tej zmiany wojewoda powołuje i odwołuje wojewódzkich konserwatorów zabytków i kierowników delegatur na wniosek Generalnego Konserwatora Zabytków (wcześniej za jego zgodą). Zmienił się także tryb zatrudnienia kierowników delegatur z mianowania na powołanie, co umożliwiło sprawowanie faktycznej kontroli wojewódzkich konserwatorów zabytków nad podległymi im delegaturami w terenie. Nowelizacja ustawy wprowadziła także instrument prawny w postaci tzw. ochrony tymczasowej, która obowiązuje od momentu wszczęcia postępowania o wpis do rejestru zabytków i zapewnia ochronę zabytków w trakcie trwania procesu inwestycyjnego. Rozwiązanie to zapobiega m.in. wyburzaniu zabytków i celowemu ich niszczeniu np. dla pozyskania działki budowlanej pod nową zabudowę. W myśl ustawy na zabytki ewidencyjne można uzyskać dotacje na prace konserwatorskie, restauratorskie lub roboty budowlane ze środków jednostek samorządu terytorialnego. Otworzyło to drogę właściwej ochrony miast z przewagą architektury współczesnej oraz zahamowało proces wpisywania zabytków ewidencyjnych do rejestru w celu uzyskania dotacji na prace konserwatorsko-budowlane. Dzięki nowelizacji ustawy powstało pierwsze pozabudżetowe źródło finansowania zabytków – Narodowy Fundusz Ochrony Zabytków (NFOZ), zasilony na początek z kar administracyjnych nakładanych przez WKZ na właścicieli i zarządców zabytków, którzy np. kupują zabytki pod działki inwestycyjne i dopuszczają się ich świadomej dewastacji. NFOZ zasilany ma być również z nawiązek zasądzanych w przypadku popełnienia przestępstwa zniszczenia lub uszkodzenia zabytku. Przepisy powołujące Narodowy Fundusz Ochrony Zabytków weszły w życie 1 stycznia 2018 r.

## Zadania
Zgodnie z obowiązującą obecnie ustawą z 2003 r. o ochronie zabytków i opiece nad zabytkami do zadań wykonywanych przez Generalnego Konserwatora Zabytków należy, w szczególności:
- opracowywanie krajowego programu ochrony zabytków i opieki nad zabytkami;
- realizacja zadań wynikających z krajowego programu ochrony zabytków i opieki nad zabytkami oraz z koncepcji polityki przestrzennego zagospodarowania kraju;
- podejmowanie działań związanych ze wspieraniem rozwoju regionalnego i realizacji kontraktów wojewódzkich w sprawach opieki nad zabytkami;
- prowadzenie krajowej ewidencji zabytków i krajowego wykazu zabytków skradzionych lub wywiezionych za granicę niezgodnie z prawem;
- wydawanie decyzji, postanowień i zaświadczeń w sprawach określonych w ustawie oraz w przepisach odrębnych;
- organizowanie i prowadzenie kontroli w zakresie przestrzegania oraz stosowania przepisów dotyczących ochrony zabytków i opieki nad zabytkami;
- sprawowanie nadzoru nad działalnością wojewódzkich konserwatorów zabytków;
- promowanie badań naukowych w zakresie konserwacji zabytków;
- organizowanie szkoleń dla służb konserwatorskich;
- organizowanie konkursów promujących opiekę nad zabytkami, w tym przyznawanie wyróżnień, nagród pieniężnych lub rzeczowych;
- opiniowanie wniosków o nadanie odznaki „Za opiekę nad zabytkami”;
- współpraca z organami administracji publicznej w sprawach ochrony zabytków;
- organizowanie szkoleń w zakresie ochrony zabytków i opieki nad zabytkami;
- podejmowanie działań dotyczących troski o zabytki związane z historią Polski, pozostające poza terytorium Rzeczypospolitej Polskiej.

## Generalni konserwatorzy zabytków w Polsce powojennej
- Jan Zachwatowicz od 1945 do 1951

po rezygnacji prof. Zachwatowicza stanowisko GKZ zostało zlikwidowane i przywrócone dopiero w roku 1973
- Irena Mangelowa – Dyrektor Zarządu Ochrony Zabytków od 1951 do 1953
- Kazimierz Malinowski – Dyrektor Centralnego Zarządu Muzeów i Ochrony Zabytków od 1954 do 1962
- Mieczysław Ptaśnik – Dyrektor Zarządu Muzeów i Ochrony Zabytków od 1962 do 1972
- Bohdan Rymaszewski – Dyrektor Zarządu Muzeów i Ochrony Zabytków od 1972 do 1973

w 1973 przywrócono stanowisko Generalnego Konserwatora Zabytków:
- Alfred Majewski (ur. 1907, zm. 1998), od 1973 do 1975
- Bohdan Rymaszewski (ur. 1935, zm. 2016), od 1975 do 1977
- Wiktor Zin (ur. 1925, zm. 2007), od 1978 do 1981
- Bohdan Rymaszewski (ur. 1935, zm. 2016), od 1981 do 1983
- Andrzej Gruszecki (ur. 1928, zm. 2008), od 1983 do 1987
- Tadeusz Zielniewicz od 1987 do sierpnia 1995
- Andrzej Tomaszewski (ur. 1934, zm. 2010), od 1 października 1995 do 4 lutego 1999
- Aleksander Broda od 4 lutego 1999 do 23 czerwca 1999
- Krzysztof Pawłowski od 23 lipca 1999 do 26 września 1999
- Aleksander Broda od 27 września 1999 do 23 listopada 2001
- Marek Rubnikowicz od 23 listopada 2001 do 31 marca 2002
- Aleksandra Jakubowska (SLD) od 1 kwietnia 2002 do 8 stycznia 2003
- Ryszard Mikliński (SLD) od 23 września 2003 do 4 listopada 2005
- Tomasz Merta (ur. 1965, zm. 2010), od 4 listopada 2005 do 10 kwietnia 2010
- Piotr Żuchowski (PSL) od 28 kwietnia 2010 do 20 listopada 2015
- Magdalena Gawin od 26 listopada 2015 do 31 grudnia 2021
- Jarosław Sellin (PiS) od 1 stycznia 2022 do 13 grudnia 2023
- Bożena Żelazowska (PSL) od 14 grudnia 2023